# 农业、畜牧和灌溉部
农业、畜牧和灌溉部是由缅甸畜牧，渔业和农村发展部，农业灌溉部和合作社部两个前部组成的部，是缅甸政府的组成部门。